# Chaqueño Palavecino
Oscar Esperanza Palavecino (Rancho El Ñato, Provincia de Salta, Argentina; 18 de diciembre de 1959) más conocido como Chaqueño Palavecino es un cantante argentino de música folclórica. Es reconocido por las composiciones de éxitos como «La ley y la trampa», sus conciertos en vivo como Buenos Aires 2005 y su trayectoria musical que comenzó en 1984. 

## Biografía
Nació el 18 de diciembre de 1959, en la localidad de «Rancho El Ñato» en el departamento Rivadavia, en la región chaqueña de la provincia de Salta. Desde niño trabajó para poder colaborar en casa. A los 9 años enfermó su madre Estela, razón por la cual, tres años después, tuvieron que vender sus pocas pertenencias e instalarse en Tartagal con su madre y sus hermanos Pascual, Juan Pablo y Lucho. Vivieron en la casa de sus tíos durante un largo tiempo Por la mañana asistía a clases y por la tarde trabajaba. Realizó múltiples trabajos durante esos años, llegando a trabajar hasta las 2 de la mañana junto a su hermano.
A los 16 años fallece su madre y Oscar deja de vivir con sus hermanos ya que los tres iban a trabajar en la provincia de Salta, pero antes su hermano Juan Pablo lo llevó a vivir a la ciudad de Salta  en la casa de una tía, se aventuró al trabajo de ayudante de albañil a cargo de un tío político (Juan O. Aybar) tiempo después se dedicó a vender garrafas de gas. En el año 1979 realizó el servicio militar obligatorio en Córdoba y en su regreso a Salta pasó a ser camionero para la misma empresa donde previamente había vendido garrafas. A los 24 años volvió a vivir en Tartagal y empezó a trabajar como chofer de micros de corta y larga distancia en la empresa Atahualpa, recorriendo rutas de Vespucio, Pocitos, Orán y Salta hasta llegar a Buenos Aires. Durante esta época comenzó su interés por la música, teniendo que compartir su pasión por el canto junto con el trabajo.

## Carrera musical

### Comienzos en la música
De a poco comenzaban sus primeros pasos como cantante, comenzó a presentarse en la peña folklórica "Gauchos de Güemes" y en la parrillada de "Don Johnny". De esta manera comenzó a atravesar su miedo al público.

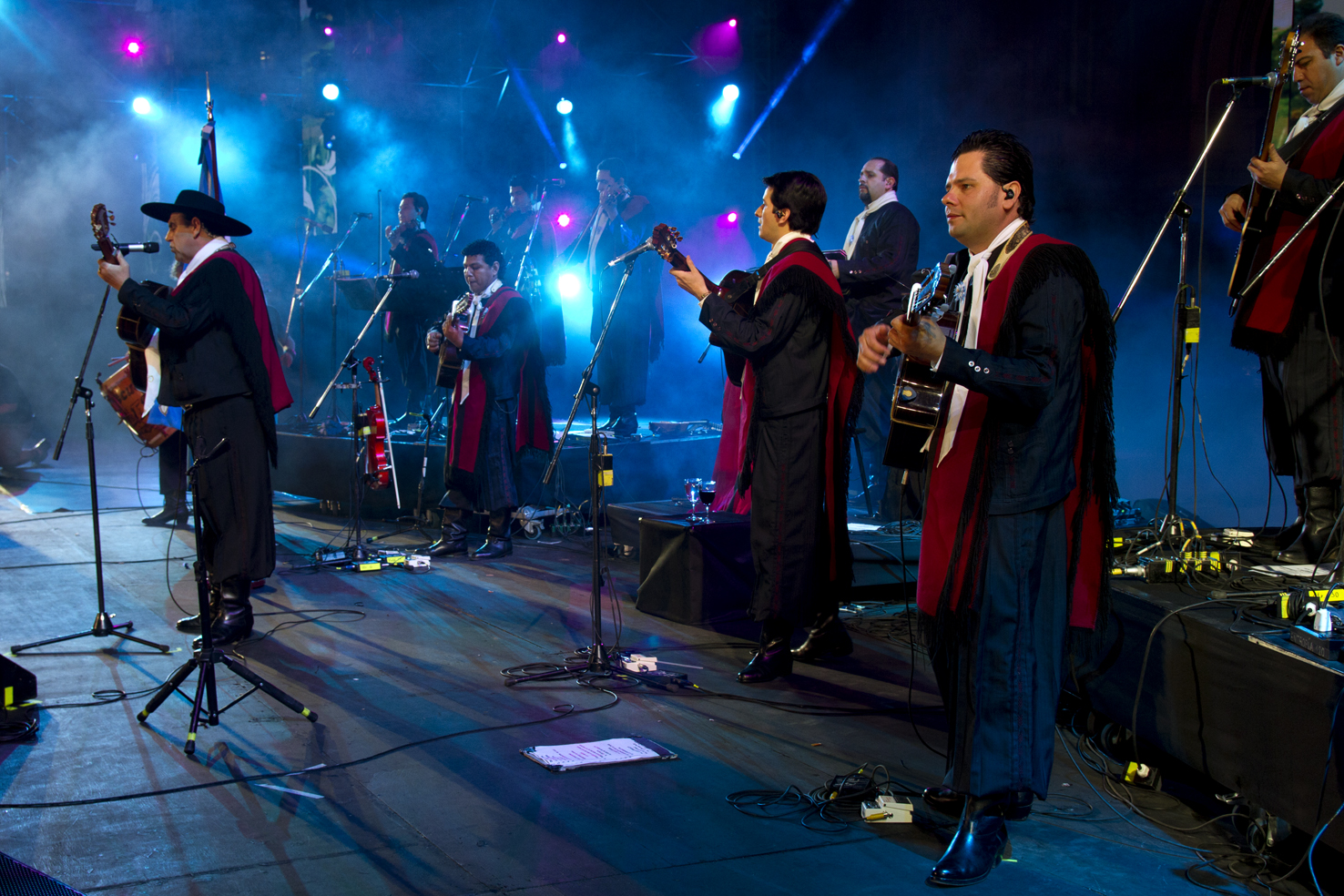
Palavecino siempre ha formado parte de actos patrios como la Semana de Mayo, ⁣ presentándose junto a un gran grupo de percusionistas.

Cuando tenía 25 años formó su primer grupo: Pilcomayo Tres. Lo formaban «El Negro» Gómez en el violín, Elvio Condorí en la guitarra y Oscar en el bombo. Con el grupo recorrió el norte, donde fue muy bien recibido, pero al poco tiempo, tras la partida del violinista el grupo se separó. Proyectando armar su próximo grupo, Oscar convocó a Oscar Bazán en la primera guitarra, a Don Lucas Cabral en el bandoneón, Elías Balderrama en la segunda guitarra y en la percusión a Pascual Toledo, este último fue sucedido por Dante Catán y Dante Delgadillo, quienes fueron percusionistas por poco tiempo.
Grabó su primer casete con la participación de Mauro Matos, violinista de la Ciudad de Buenos Aires. Debido al costo que representaba que sesionara en la grabación, Oscar debió solicitar ayuda de personas cercanas para costear la producción. Lamentablemente no consiguió su cometido, dejando la grabación incompleta. Uno de sus temas destacados que compuso en esta época fue «Gatito pa’ don Lucas».

### Pa' mis Abuelos esta Zambay«La ley y la trampa»
Finalmente, en 1987, completó la producción de su primer casete titulado «Pa’ mis Abuelos esta Zamba». Oscar siempre fue agradecido con las personas que de alguna manera le dieron una mano en ese entonces, entre ellos; Los Chalchaleros, Luis Landriscina, y Raúl Portal entre otros.

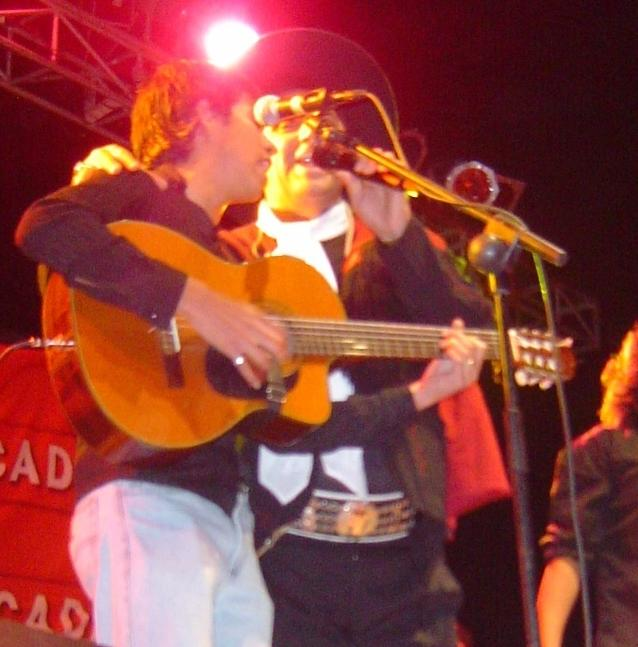
Palavecino comúnmente ha subido fanáticos a cantar sus canciones.

Comenzó a recorrer los escenarios del folklore con su conjunto hasta regresar al escenario que lo vio nacer en la Peña de los Gauchos de Güemes donde el éxito lo llevó a grabar su segundo casete, «Pa’l Tío Pala» en 1989. Este trabajo tuvo mayor éxito que el anterior. Su participación en la Preserenata de 1992 lo llevó a la Serenata Mayor; allí Oscar se presentó con Don Lucas Cabral en el bandoneón, Pascual Toledo en el bombo, el Mulato y Oscar Bazán. En 1993 dejó Tartagal y la empresa donde trabajó durante 11 años. Ya radicado en Salta comenzó a trabajar en la empresa de transporte de pasajeros La Veloz del Norte. En los años 1994 y 1995 se esforzó por mantener su trabajo y su canto. En 1995 grabó El alma de Felipito.
En 2001 lanzó su canción más conocida: «La ley y la trampa», la cual formó parte del álbum homónimo. En el 2004 se presentó en el Luna Park enseñando su nuevo álbum de estudio junto a éxitos recopilados del artista, esta presentación daría como fruto el álbum En vivo - Buenos Aires lanzado en 2005. Un año después lanzó 2 CDs, El Chaqueño Palavecino y sus amigos y El gusto es mío.

### Abrazando al caudilloy consagración musical
En 2008, el Chaqueño Palavecino presentó «Abrazando al caudillo», que reúne 21 temas pertenecientes al reconocido compositor argentino Horacio Guaraný. Mediante unas palabras como introducción, Guaraný participó en el disco de Palavecino, quien interpreta el repertorio de canciones folclóricas.
En 2009 salió de gira por Argentina junto a Los Nocheros y Soledad, en un evento titulado «La Fiesta», del cual se produjo el CD y DVD del mismo nombre, grabado el 16 de mayo de ese año en el estadio de Vélez Sarsfield de Buenos Aires. Participaron como invitados Natalia Pastorutti en el tema «Jamás» y  los Tekis en «Qué no Daría». En 2010 festejó un cuarto de siglo con la música, editando su nuevo álbum «25 años», un año después, en 2011, el Chaqueño Palavecino grabó el álbum «Mi Cielo Terrenal», compuesto por 14 canciones. En 2012 falleció su amigo y guitarrista principal de su grupo, Oscar «El Chato» Bazán, a causa de un cáncer linfático.  

Palavecino en escenario cantando junto a Beto Orlando, 2013

En 2015, fue homenajeado por el Senado de la Nación Argentina recibiendo el reconocimiento de "hombres y mujeres de nuestra tierra" otorgado por Julián Domínguez, quien destacó “su trayectoria y aporte valioso a la cultura popular”.
En 2017 lanzó 33, falta envido y truco en un total de 3 CDs. El álbum de estudio con dos lados, el Lado A con seis canciones y el Lado B con seis más. En el año 2018 fue reconocidos por la Legislatura de la provincia de Córdoba por sus más de 30 años de trayectoria y su constancia musical para y con la provincia. Fue denominado como "icono" del folklore.  
El 1 de noviembre de 2019 lanzó Soy y seré Vol.1, que contiene 12 sencillos compuestos en solitario. El sencillo promocional fue Soy, que también fue el intro del álbum. Fue presentado en Teatro Gran Rex con dos fechas seguidas el 20 y 21 de diciembre.

### 40 años de trayectoria:¿Quién me quita lo cantado?
El 8 de febrero de 2024, volvió a lanzar un álbum de estudio tras 5 años, este fue ¿Quién me quita lo cantado?, que consto de 14 sencillos en solitario con una duración total de 38 minutos. Además, el disco será presentado en el Movistar Arena el 24 de octubre, festejando su lanzamiento, presentación y sus cuarenta años de trayectoria en el folclore nacional.

## Discografía
Desde que comenzó su carrera, en el año 1984, El Chaqueño, lanzó más de 25 álbumes con aproximadamente 20 canciones por cada álbum; en total tiene 600 canciones aproximadamente.
| Año  | Título                                                      | Formato                                               | Discográfica        |
| ---- | ----------------------------------------------------------- | ----------------------------------------------------- | ------------------- |
| 1987 | Pa' mis abuelos esta zamba                                  | Únicos álbumes en no haberse publicados en formato CD |                     |
| 1989 | Pal' tío Pala                                               | Únicos álbumes en no haberse publicados en formato CD |                     |
| 1993 | Por culpa de ser cantor                                     | CD sencillo, DVD-ROM, Vinilo                          | JAM                 |
| 1995 | El alma de Felipito                                         | CD sencillo, DVD-ROM, Vinilo                          | DBN                 |
| 1996 | Veinte éxitos del zorzal chacosalteño                       | CD sencillo, DVD-ROM, Vinilo                          | DBN                 |
| 1997 | Salteño viejo                                               | CD sencillo, DVD-ROM, Vinilo                          | DBN                 |
| 1998 | Apenas cantor                                               | CD sencillo, DVD-ROM, Vinilo                          | DBN                 |
| 1999 | Chaqueñadas                                                 | CD sencillo, DVD-ROM, Vinilo                          | DBN                 |
| 2001 | La ley y la trampa                                          | CD sencillo, DVD-ROM, Vinilo                          | DBN                 |
| 2003 | La pura verdad                                              | CD sencillo, DVD-ROM, Vinilo                          | DBN                 |
| 2004 | Juan de la calle                                            | CD sencillo, DVD-ROM, Vinilo                          | DBN                 |
| 2004 | De gira - En vivo                                           | CD sencillo, DVD-ROM, Vinilo                          | DBN                 |
| 2005 | 20 grandes éxitos                                           | CD sencillo, DVD-ROM, Vinilo                          | DBN                 |
| 2005 | En vivo - Buenos Aires                                      | CD sencillo, DVD-ROM, Vinilo                          | DBN                 |
| 2006 | El gusto es mío                                             | CD sencillo, DVD-ROM, Vinilo                          | DBN                 |
| 2006 | El Chaqueño Palavecino y sus amigos                         | CD sencillo, DVD-ROM, Vinilo                          | DBN                 |
| 2007 | Chaco escondido... Yo soy de allá                           | CD sencillo, DVD-ROM, Vinilo                          | DBN                 |
| 2008 | Abrazando al caudillo                                       | CD sencillo, DVD-ROM, Vinilo                          | DBN                 |
| 2009 | La fiesta - En vivo (con Soledad Pastorutti y Los Nocheros) | CD sencillo, DVD-ROM, Vinilo                          | Sony Music/Columbia |
| 2010 | 25 años                                                     | CD sencillo, DVD-ROM, Vinilo                          | DBN                 |
| 2011 | Mi cielo terrenal                                           | CD sencillo, DVD-ROM, Vinilo                          | DBN                 |
| 2013 | De pura cepa                                                | Vinilo, CD sencillo, descarga digital                 | DBN                 |
| 2014 | Pa' mi gente                                                | Vinilo, CD sencillo, descarga digital                 | DBN                 |
| 2015 | Recordando ayeres - En vivo                                 | Vinilo, CD sencillo, descarga digital                 | DBN                 |
| 2016 | De criollo a criollo                                        | Vinilo, CD sencillo, descarga digital                 | El Viejo Mistol     |
| 2017 | 33, falta envido y truco!                                   | Vinilo, CD sencillo, descarga digital                 | El Viejo Mistol     |
| 2019 | Soy y seré Vol.1                                            | Vinilo, CD sencillo, descarga digital                 | El Viejo Mistol     |
| 2024 | ¿Quién me quita lo cantado?                                 | Vinilo, CD sencillo, descarga digital                 | Chaqueño Palavecino |

## Filmografía
- 2012: Soledad y Larguirucho (Chofer del colectivo y del helicóptero)
- 2015: Zonda, folclore argentino (Él mismo)
- 2022: Canta Conmigo Ahora (Él mismo como jurado)

## Premios y nominaciones
Premios Carlos Gardel
| Año  | Categoría(s)                      | Nominación                               | Resultado |
| ---- | --------------------------------- | ---------------------------------------- | --------- |
| 2002 | Mejor artista masculino Folklore  | Él mismo                                 | Ganador   |
| 2004 | Mejor álbum masculino de Folklore | La pura verdad                           | Nominado  |
| 2006 | Mejor álbum masculino de Folklore | Juan de la calle                         | Nominado  |
| 2007 | Mejor álbum masculino de Folklore | El gusto es mío                          | Ganador   |
| 2008 | Mejor álbum masculino de Folklore | Chaco escondido...Yo soy de allá         | Ganador   |
| 2010 | Mejor álbum masculino de Folklore | Abrazando al caudillo                    | Nominado  |
| 2010 | Mejor álbum grupo de Folklore     | La fiesta, juntos de verdad              | Ganador   |
| 2015 | Mejor álbum masculino de Folklore | Pa' mi gente                             | Ganador   |
| 2017 | Mejor álbum masculino de Folklore | De criollo a criollo, homenaje a don Ata | Nominado  |

Premios Grammy Latinos
| Año  | Categoría(s)             | Nominación          | Resultado   | Ref.          |
| ---- | ------------------------ | ------------------- | ----------- | ------------- |
| 2008 | Grammy de la Presidencia | Chaqueño Palavecino | Galardonado | [ 22 ] [ 23 ] |

## Otras distinciones
- UNESCO: por conservar sus raíces.[24]